# Papeterie (Eguelshardt)
Pour les articles homonymes, voir Papeterie.
La Papeterie est un écart de la commune française d'Eguelshardt, dans le département de la Moselle.

## Histoire
Tout au long du XVIIIe siècle, la vallée du Falkensteinerbach constitue un site attractif pour les établissements industriels. À cet endroit, à proximité de la source, en contrebas de la digue d'un étang artificiel, est indiqué en 1758, un pilon à écorce ainsi qu'un cabaret. La papeterie est fondée vers 1780 par les frères Lejoindre, qui la conservent jusque vers 1850, fabriquant du papier de missel. En 1829, elle emploie trente ouvriers. Elle passe au milieu du XIXe siècle à la famille Bloch, qui y fabrique du carton. La papeterie est convertie en scierie vers 1860, l'exploitation restant en activité jusqu'en 1950. 
Il subsiste à l'heure actuelle deux des cinq bâtiments d'habitation dont la maison du directeur, une construction soignée datant sans doute de la fin du XVIIIe siècle, largement percée sur toutes ses façades et couverte d'un toit brisé à croupes en tuiles plates. À gauche se situe une maison, datée 1811, avec le monogramme LL, ainsi que l'étang. Les bâtiments sont inscrits à l'Inventaire topographique de la région Lorraine.

## Sources
- Les moulins et scieries du pays de Bitche, Joël Beck, 1999.